# 崔玄亮

崔玄亮（768年—833年），字晦叔，磁州昭义县人（今河北省邯郸市磁县）人。祖籍博陵郡安平县，出自博陵崔氏的博陵第三房。贞元十一年进士，登书判拔萃科，从事诸侯府。性雅淡，好道术。元和初年，被荐入朝。迁监察御史，转任侍御史。宪宗时，历官密、歙、湖三州刺史。與白居易、崔群有往來。
豆卢著在王守澄授意下誣称宰相宋申锡联络皇弟漳王李凑，商议谋反。文宗詢問官员意见。崔玄亮與李固言、王質、盧均、舒元褒、蔣係、裴休、韋溫都乞求文宗重新和宰相商议，并由适当的部门来调查。崔玄亮下跪，哭着说：“处决一个百姓要谨慎，处决一个宰相更要谨慎。”文宗怒气稍解。牛僧孺也说没必要谋反。王守澄担心文宗被大臣们说服复查宋申锡谋反案，不再坚持处决宋申锡，宋申锡最终被贬。
文宗大和四年改諫議大夫，升迁散骑常侍。终官虢州刺史。有《三州倡和集》。
崔玄亮於大和七年去世，去世前遺言委託白居易作墓誌銘：「吾年六十六，不為無壽；官至三品，不為不達。死生定分，何足過哀？自天寶以還，山東士人皆改葬兩京，利於便近，唯吾一族，至今不遷。我歿宜歸全於滏陽先塋，正首丘之義也。送終之事，務從儉薄，保家之道，無忘孝悌。吾玉磬琴，留別樂天，請為墓誌云爾。」在此之前，崔玄亮曾贈與白居易古琴，白居易在名作《池上篇》描繪於宅院中彈琴自適之樂。

## 延伸阅读
[在维基数据编辑]
 《舊唐書/卷165》，出自刘昫《舊唐書》
 《新唐書·卷164》，出自《新唐書》